# Quassia laevis
Quassia laevis là một loài thực vật có hoa trong họ Thanh thất. Loài này được (Griseb.) Noot. miêu tả khoa học đầu tiên năm 1963.